# Loren Wiseman
Loren Wiseman, spesso accreditato come Loren K. Wiseman, (Heyworth, 7 marzo 1951 – Normal, 14 febbraio 2017) è stato un autore di giochi statunitense.

## Biografia
Nato nell'Area metropolitana di Bloomington-Normal e cresciuto nella cittadina di Heyworth frequentò la Illinois State University dove conobbe Frank Chadwick, Rich Banner e Marc Miller, con i quali partecipò ad un programma universitario per lo sviluppo di software educativi. Dopo che la chiusura del programma da parte dell'università fondò il 22 giugno 1973 insieme agli amici la Game Designers' Workshop (GDW). con cui pubblicò il suo primo wargame Eagles nel 1974 (successivamente venne ripubblicato dalla Avalon Hill come Caesar's Legions). Il suo incarico alla GDW comprendeva lo sviluppo di giochi, revisione editoriale dei manoscritti dei regolamenti e la loro preparazione per la pubblicazione.
Wiseman collaborò con Marc Miller allo sviluppo del gioco di ruolo Traveller (1977), e divenne il curatore editoriale del Journal of the Travellers Aid Society, una rivista dedicata Traveller che fu pubblicata dal 1979 al 1984 e quindi del suo successore Challenge dedicato ai giochi della GDW in generale.. Nel suo ruolo di curatore della rivista assunse come freelance J. Andrew Keith e William H. Keith, Jr. e con loro stabilì la maggior parte del canone dell'ambientazione dell'universo di Traveller. Wiseman inoltre divenne il responsabile della linea editoriale per Twilight: 2000.
Successivamente alla chiusura della GDW nel 1995 rimase disoccupato per un breve periodo, per venire assunto come responsabile editoriale per GURPS Traveller, la versione di Traveller licenziata per il regolamento GURPS. Nel suo ruolo scrisse il manuale base GURPS Traveller e numerosi supplementi, tra cui GURPS Traveller Nobles e The Interstellar Wars.
Nel 2010 soffre di un attacco cardiaco e deve sottoporsi ad un'operazione di bypass. Muore il 15 febbraio 2017 in seguito ad un altro attacco cardiaco.

## Premi e riconoscimenti
Wiseman ha ricevuto l'Origins Award per la miglior avventura per un gioco di ruolo con Twilight: 2000 Going Home e venne inserito nella Origins Hall of Fame nel 2003.
Compare come re di picche nell'edizione del 2010 del Famous Game Designers Playing Card Deck pubblicato dalla Flying Buffalo.

## Giochi
Traveller prima edizione
- Traveller Supplement 6: 76 Patrons, GDW, 1980
- con Frank Chadwick, John Harshman e Marc W. Miller, Traveller Supplement 7: Traders and Gunboats, GDW, 1980
- con Frank Chadwick, John Harshman e Marc W. Miller, Traveller Supplement 8: Library Data (A-M), GDW, 1981
- Traveller Book 0: An Introduction to Traveller, GDW, 1981
- Traveller Double Adventure 4: Marooned/Marooned Alone, GDW, 1981
- con John Harshman e Marc W. Miller, Traveller Supplement 11: Library Data (N-Z), GDW, 1982
- Traveller Adventure 7: Broadsword, GDW, 1982
- con Marc W. Miller, Tarsus: World Beyond the Frontier, GDW, 1983
- con Frank Chadwick, John Harshman, J. Andrew Keith e Marc W. Miller The Traveller Adventure, GDW, 1983
- con J. Andrew Keith, Alien Module 2: K'kree, GDW, 1984
- con J. Andrew Keith e Marc W. Miller, Alien Module 7: Hivers, GDW, 1986

Traveller: The New Era
- - con Frank Chadwick, Marc W. Miller, Dave Nilsen, Loren K. Wiseman, Traveller: The New Era, GDW, 1993
  - con Frank Chadwick, Dave Nilsen, Path of Tears, GDW, 1994
  - con David Nilsen, Aliens of the Rim, Volume I: Hivers and Ithklur, GDW, 1995

GURPS Traveller:
- GURPS Traveller, Steve Jackson Games, 1998.
- con Steve Jackson, GURPS Traveller Planetary Survey 1: Kamsii, Steve Jackson Games, 2001
- con Shawn Havranek, GURPS Traveller Planetary Survey 2: Denuli, Steve Jackson Games, 2001
- con Scott Haring, GURPS Traveller Planetary Survey 5: Tobibak, Steve Jackson Games, 2001
- con Andy Akins,, GURPS Traveller: Modular Cutter, Steve Jackson Games, 2001
- GURPS Traveller: GM's Screen, Steve Jackson Games, 2002
- con Jon F. Zeigler, GURPS Traveller: Humaniti, Steve Jackson Games, 2003
- con Jon F. Zeigler, GURPS Traveller: Nobles, Steve Jackson Games, 2004
- con Paul Drye e Jon F. Zeigler, GURPS Traveller: Interstellar Wars, Steve Jackson Games, 2006

Twilight: 2000:
- con Frank Chadwick e David Nielson, Twilight 2000, GDW, 1984
- con Frank Chadwick, U.S. Army Vehicle Guide, GDW, 1986
- con Frank Fey, Small Arms Guide, GDW, 1987
- Howling Wilderness, GDW, 1988
- Mediterranean Cruise, GDW, 1988
- Satellite Down, GDW, 1988
- Boomer, GDW, 1989
- Going Home, GDW, 1986
- Heavy Weapons Guide, GDW, 1989
- Return to Warsaw, GDW, 1989
- White Eagle, GDW, 1989

Twilight: 2000, seconda edizione:
- Frank Chadwick e David Nielson, Twilight 2000, GDW, 1990
- Merc: 2000, GDW, 1990
- Soviet Combat Vehicle Handbook, GDW, 1990
- Infantry Weapons of the World, GDW, 1990
- Merc: 2000 Gazetteer, GDW, 1991
- NATO Combat Vehicle Handbook, GDW, 1991
- Nautical/Aviation Handbooks, GDW, 1991
- con Frank Chadwick, American Combat Vehicle Guide, GDW, 1990
- Frank A. Chadwick, Charles E. Gannon, Legion G. McRae, Craig Sheeley e Lester Smith,Twilight Nightmares, GDW, 1991
- Bangkok Cesspool of the Orient, GDW, 1991
- Twilight: 2000 Referee's Screen, GDW, 1992
- Heavy Weapons Handbook, GDW, 1992
- Operation Crouching Dragon, GDW, 1992

Twilight: 2000, edizione 2.2
- Twilight 2000, GDW, 1993
- Rendezvous in Krakow, GDW, 1995

Altri giochi di ruolo:
- Ground Vehicle Guide, GDW, 1988. Supplemento per il gioco di ruolo 2300 AD[19]
- con Jason 'PK' Levine, GURPS Dungeon Fantasy 10: Taverns, Steve Jackson Games, 2010
- con Mark Galeotti, Dark Conspiracy 1, GDW, 1992. Modulo di avventura per Dark Conspirancy
- More Tales From The Ether, GDW, 1989. Raccolta di avventure per Space: 1889
- Avventura Drums Along the Border contenuta in Tales From The Ether, GDW, 1989. Avventura per Space: 1889
- Merc: 2000, 1990, GDW. Ambientazione alternativa di Twiligh: 2000 in un futuro alternativo in cui le superpotenze hanno evitato la guerra mondiale, ma sono comunque coinvolte in conflitti a bassa intensità combattuti da forze mercenarie.

## Wargame
- Eagles, GDW, 1974. Wargame sulla Spedizione germanica di Germanico nel 15 d.C.
- con Don Greenwood, Caesar’s Legions, Avalon Hill. Wargame sulle campagne dell'Impero Romano in Germania. Comprende cinque scenari dalla conquista della Gallia nel 58 a.C. fino alla Rivolta batava tra il 69 e il 70 d.C.
- con Frank Chadwick, Marc W. Miller, Sky Galleons of Mars, GDW, 1988. Gioco da tavolo di combattimento tattico tra i dirigibili di Marte, ambientato nell'universo di Space: 1889.
- Pharsalus, GDW, 1977. Ricostruzione della battaglia di Farsalo tra Cesare e Pompeo.
- con Timothy B. Brown, Frank Chadwick e Lester Smith. Ships of the French Arm. Supplemento per il wargame Star Cruiser, ambientato nel gioco di ruolo 2300 AD.